# Pápaszemes sirály
A pápaszemes sirály (Ichthyaetus leucophthalmus) a madarak (Aves) osztályába a lilealakúak (Charadriiformes) rendjébe, ezen belül a sirályfélék (Laridae) családjába tartozó faj.
A régebbi rendszerbesorolások a Larus nembe sorolják Larus leucophthalmus néven.

## Előfordulása
Dzsibuti, Egyiptom, Eritrea, Izrael, Jordánia, Szaúd-Arábia, Szomália, Szudán és Jemen területén honos. Kóborlásai során eljut Görögországba, Törökországba, Iránba, a Maldív-szigetekre, Ománba és az Egyesült Arab Emírségekbe is.

## Megjelenése
Testhossza 58-66 centiméter. A felnőtteknek fekete fejük, fehér szemgyűrűjűk és vörös csőrük van.

## Életmódja
Tápláléka halakból, rákokból, kagylókból áll.

## Szaporodása
Fészekalja 2-3 tojásból áll.